# Aulacoserica barbarae
Aulacoserica barbarae är en skalbaggsart som beskrevs av Frey 1968. Aulacoserica barbarae ingår i släktet Aulacoserica och familjen Melolonthidae. Inga underarter finns listade.